# Klapparvik en Malenedal
Klapparvik en Malenedal (Zweeds: Klapparvik och Malenedal) is een småort in de gemeente Söderhamn in het landschap Hälsingland en de provincie Gävleborgs län in Zweden. Het småort heeft 94 inwoners (2005) en een oppervlakte van 26 hectare. Eigenlijk bestaat het småort uit twee plaatsen: Klapparvik en Malenedal. De plaatsen liggen op een schiereiland en liggen aan de Botnische Golf.